# هيو مكينون
هيو مكينون (بالإنجليزية: Hugh McKinnon)‏ هو سياسي أسترالي، ولد في 1856. حزبياً، نشط في Protectionist Party ‏. وقد انتخب عضو الجمعية التشريعية نيو ساوث ويلز.